# Iglesia de Santa María de Mugía
La Iglesia de Santa María está situada en la villa de Mugía, provincia de La Coruña.

## Descripción
A pesar de tener formas románicas, como las columnas, los capiteles invertidos y la portada central de entrada, la iglesia de Santa María de Mugía se incluye en el gótico marinero del siglo XIV.

## Galería de imágenes

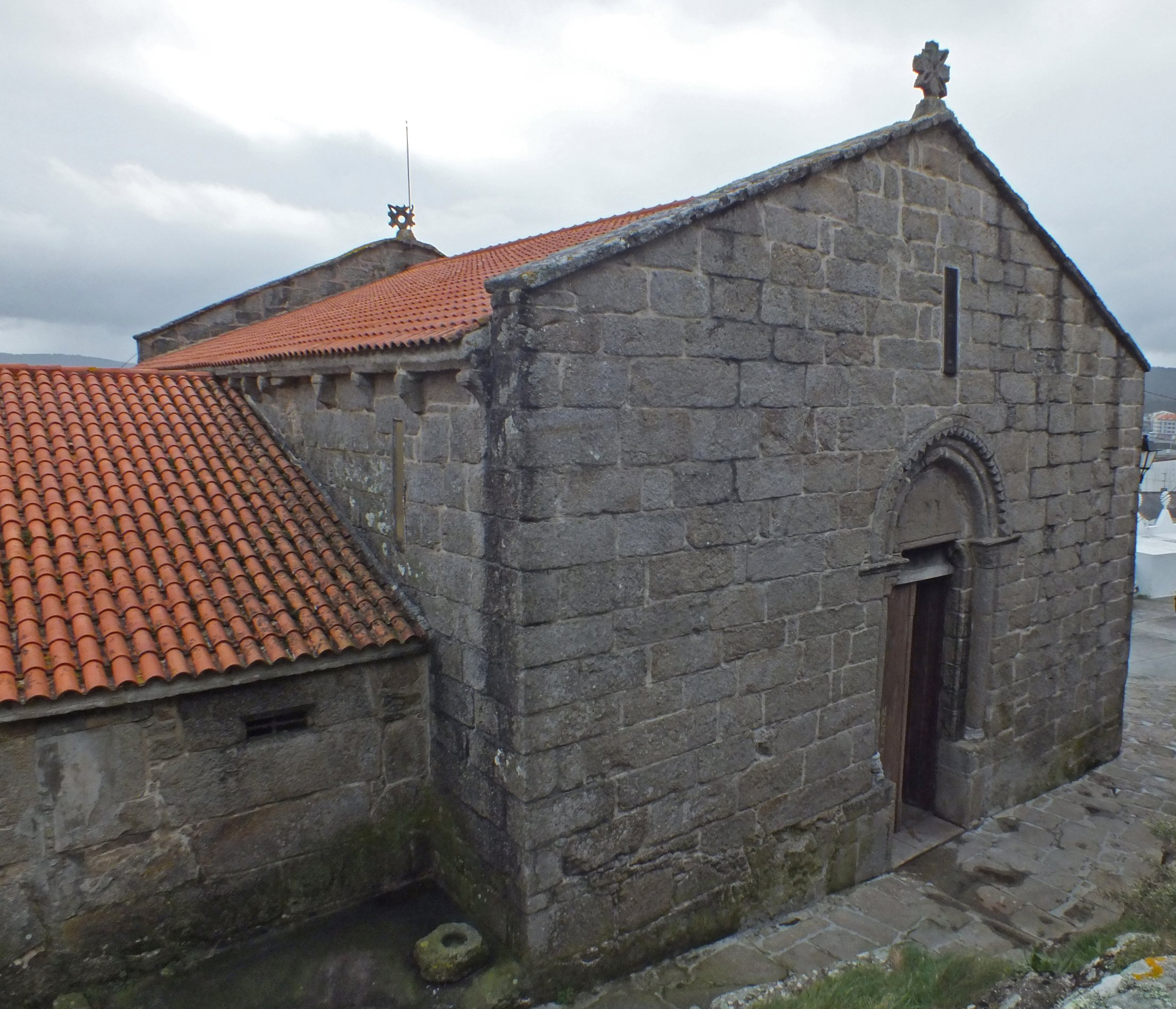
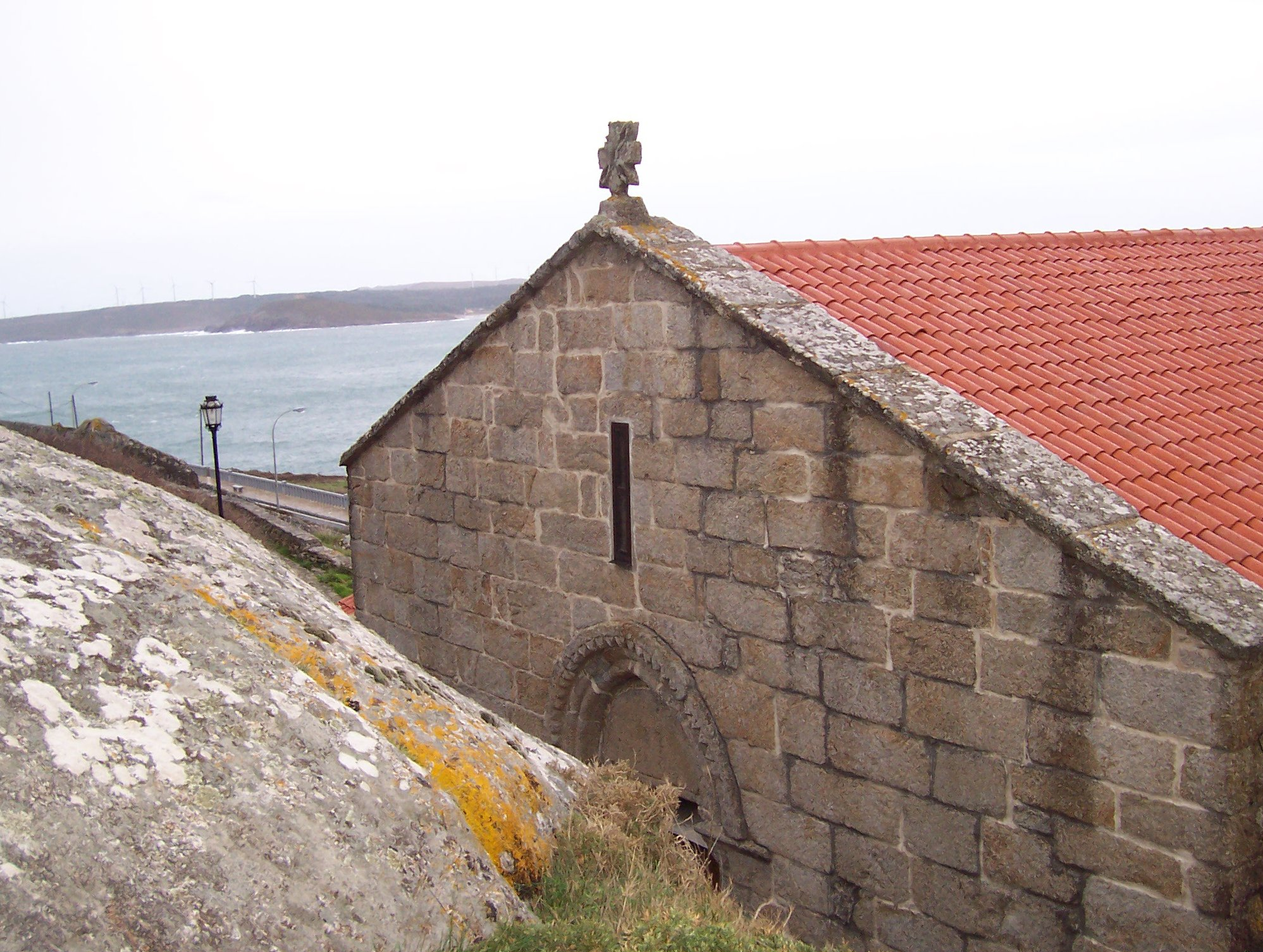
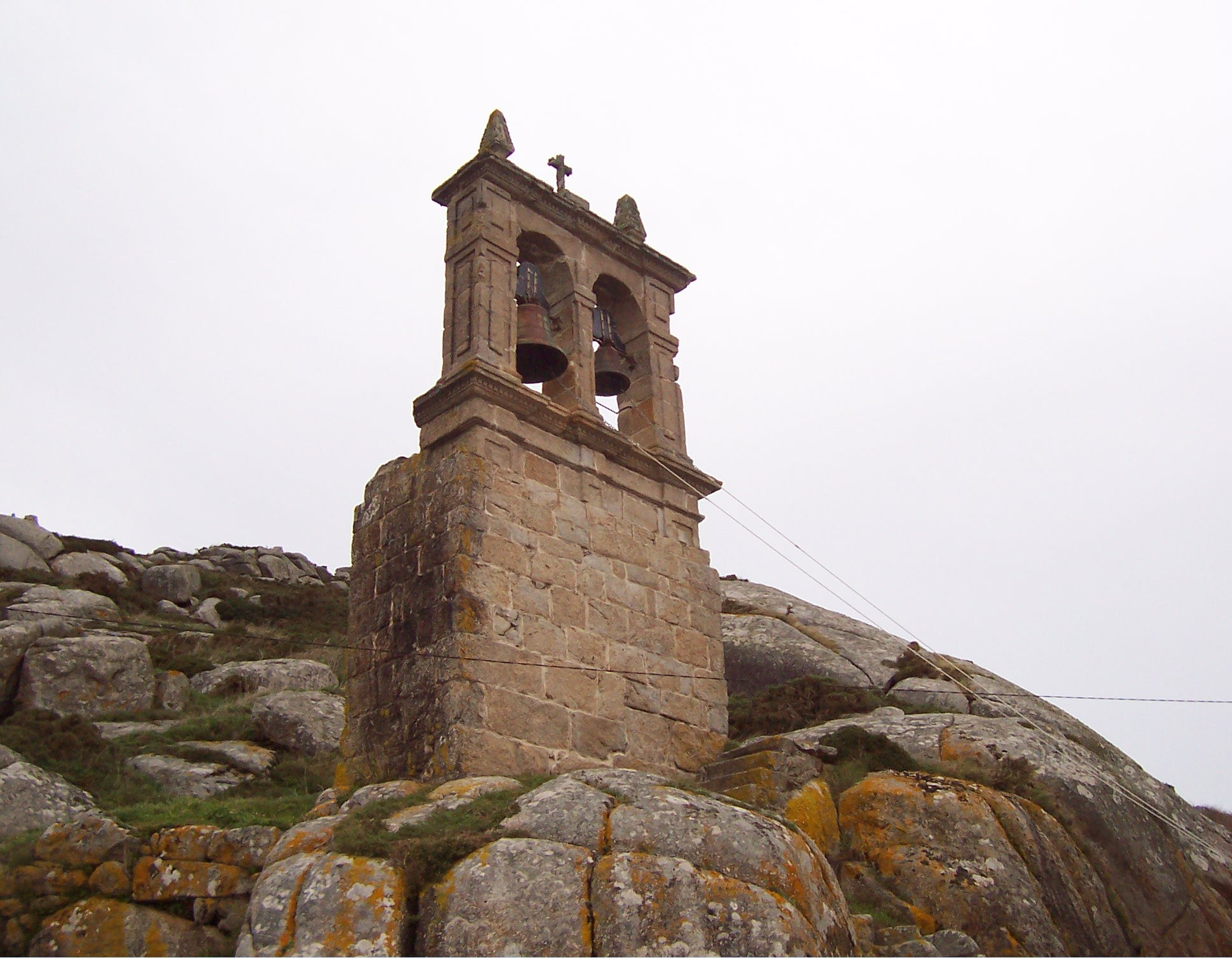